# Droga krajowa B5 (Austria)
Droga krajowa B5 (Waidhofener Straße)  - droga krajowa w północnej Austrii. Jednojezdniowa arteria zaczyna się w miejscowości Göpfritz an der Wild i przez Waidhofen an der Thaya dociera do granicy z Czechami.